# Trogoderma sub-fasciata
Trogoderma sub-fasciata is een keversoort uit de familie spektorren (Dermestidae). De wetenschappelijke naam van de soort werd in 1821 gepubliceerd door Dahl Dejean.